# 新垣勉 (歌手)
新垣 勉（あらがき つとむ、1952年11月6日 - ）は、沖縄県出身のテノール歌手、バプテスト教会牧師。

## 略歴
沖縄県中頭郡読谷村で、在日米軍人であったメキシコ系アメリカ人の父と日本人の母との間に生まれる。出生後まもなく、助産師に目を洗浄する点眼薬ではなく家畜を洗う為の劇薬を点眼される不慮の事故で全盲となる。1歳の時に両親が離婚し、父親は帰国。母親は再婚したため、母方の祖母に育てられる。その際、祖母を母親と、実の母親を姉と言い聞かされながら育てられた。祖母は貧しい中、来客を気前よくもてなし、孫の眼球を舐めて治そうとしたり「私の眼をあげられたらいいのに」と言うなど愛情深い人だったが、盲目の孫が人前に出ないように言いつけていた。小学校にも通わせようとしなかったため、行政関係者が説得して、半年遅れで琉球政府立沖縄盲学校に入学し、寮生活を送る。
祖母と一緒にラジオで賛美歌から歌謡曲まで何でも聞いていた。絶対音感を身に付け、学校でも学芸会やクリスマス会で歌い、歌手に憧れるようになる。中学2年生の時、祖母が脳梗塞で死去。賛美歌にひかれて首里バプテスト教会に通うようになり、牧師の城間祥介に出会う。城間は、両親や助産師を恨み、アメリカに行って父を殺してやるという新垣の話を泣いて聞いてくれたという。その後、城間牧師が身元引受人となり、盲学校の寮を出て教会で暮らし、城間家で食事を取る家庭的な生活を経験する。地元のラジオ局に売り込んで何度も出演したり、全日本高校英語弁論大会に出場するなど積極的に活動する一方、自らの境遇に絶望し、高等部時代、井戸へ飛び込み自殺を図ろうとした。盲学校卒業後、牧師を目指し東京キリスト教短期大学、西南学院大学神学部を卒業。神学部4年の時、神戸在住のボイストレーナーのアンドレア・バランドーニのオーディションを受け、「君の声は日本人離れしたラテン的な響きがある」「神様からのプレゼント。両親に感謝しないとね」と激賞され、両親を許す気持ちが生まれる。大学卒業後は首里バプテスト教会副牧師となるが、歌手になるため5年で辞職。
その後、福岡市を拠点として全国の教会で音楽伝道で歌う「草の根歌手」として活動する。電話で売り込みをかけた時、音大卒でないことを理由に断られたのをきっかけに音大進学を決意。34歳で武蔵野音楽大学に入学、大学院修士課程まで進み40歳で修了。再び歌手活動をはじめるが、貧しい生活が続く。1998年11月、深夜のドキュメンタリー番組に取り上げられたのをきっかけに公演依頼が殺到するようになる。
2001年、寺島尚彦作詞・作曲の『さとうきび畑』で初のCDを発売。クラシックとしては異例の20万枚を売り上げるヒットとなる。現在、各地でコンサート活動等を行っており、澄んだ歌声と逆境を乗り越えた半生、「私は体が楽器みたいなものです。名前が“アラガッキ”というくらいですから」など、駄洒落も含むユーモアに富んだ語り口が人々の共感を呼んでいる。
2004年2月20日には、アフガン復興支援を行っている非政府組織ペシャワール会の活動に賛同し、日本武道館にてチャリティーコンサートを行い1万人を集めた。
新垣の半生は、東京書籍から発行されている中学2年生用英語教科書「NEW HORIZON」で2020年度版まで教材となっていた。題は「Let`s read 2  Try to Be the Only One」。
2009年8月4日、NHK歌謡コンサートに出演。
2017年、第66回横浜文化賞受賞。

## 主な作品

### シングル
1. さとうきび畑（2002年5月22日発売）
2001年発売のアルバムからのリカットシングル。
2. 母三章（2003年5月21日発売）
3. 青い空は（2003年8月6日発売）
4. 千の風になって（2004年9月22日発売）
5. 青い空っていいな（2005年3月2日発売）
6. 白百合の花が咲く頃（2005年7月21日発売）
宮沢和史作詞・作曲
7. 還ろう、あの日の森へ。（2006年6月21日発売）
テレビ金沢が提唱する森林保護キャンペーン「ふるさとの森　再び」のテーマソング。
8. うたになりたい（2009年11月25日発売）
作詞は覚和歌子

### アルバム
1. さとうきび畑（2001年7月25日発売）
2. 出逢い〜我が心の歌〜（2002年11月21日発売）
3. 願い〜愛と平和の歌（2003年11月21日発売）
4. 新垣勉 武道館ライヴ-チャリティー・コンサート「願い〜愛と平和の歌」（2004年9月22日発売）
5. 命どぅ宝〜沖縄の心 平和の祈り（2005年7月21日発売）
6. 日本を歌う（2006年12月6日発売）
7. 魂の歌 ― 新垣 勉ベスト・コレクション（2007年3月21日発売）
8. 新垣 勉の軌跡（2007年11月21日発売）

### DVD
- 新垣勉 武道館ライヴ-チャリティー・コンサート「願い〜愛と平和の歌」（2004年9月22日発売）

### 本
- 『ひとつのいのち、ささえることば』（2004年6月17日発売・マガジンハウス）ISBN 978-4838714964
- 平成28年度から中学2年生の英語教科書「NEW HORIZON（東京書籍）」に彼のモットーである「Try to Be the Only One」として彼の人生などを英語で簡単に紹介している（令和2年度まで)。

### 新垣勉を基にしたテレビドラマ
- 『まだ見ぬ父へ、母へ・魂で歌う青い海〜全盲のテノール歌手・新垣勉の軌跡』（フジテレビ系） [4]

新垣勉 役‐小池徹平　（2007年12月21日放送　視聴率10.2%）